# Hustle!!! (Dead on It)
"Hustle!!! (Dead on It)" é uma canção escrita e gravada por James Brown. Lançada como single em 1975, alcançou o número 11 da parada R&B. "Hustle" foi a faixa de abertura de seu álbum Everybody's Doin' the Hustle & Dead on the Double Bump. O título da canção se refere à dança popular Hustle.